# Уругвай на Сурдлимпийских играх
Уругвай участвует в летних Сурдлимпийских играх с Игр 2001 года (не участвовали в Играх 2005, 2009, 2013, 2017 годов), в зимних Сурдлимпийских играх до настоящего времени не участвовали. На настоящее время медалей на Играх пока ещё не завоевали.